# Кошарна
Коша́рна (болг. Кошарна) — село в Русенській області Болгарії. Входить до складу общини Сливо-Поле.

## Населення
За даними перепису населення 2011 року у селі проживали 602 особи.
Національний склад населення села:
| Національність   | Кількість осіб | Відсоток |
| ---------------- | -------------- | -------- |
| турки            | 307            | 53,5%    |
| цигани           | 180            | 31,4%    |
| болгари          | 75             | 13,1%    |
| інша             | 5              | 0,9%     |
| не визначились   | 7              | 1,2%     |
| Всього відповіли | 574            |          |

Розподіл населення за віком у 2011 році:
Динаміка населення: